# Anna Dowgiert
Anna Dowgiert (Białystok, 15 de julho de 1990) é uma nadadora polaca.

## Carreira

### Rio 2016
Dowgiert competiu nos 50 m livre feminino nos Jogos Olímpicos de Verão de 2016, sendo eliminada nas eliminatórias.